# Колфакс (фирма)
Вижте пояснителната страница за други значения на Колфакс.
„Колфакс“ (на английски: Colfax Corporation) е американска компания. Седалището на компанията се намира в селището Фултън, окръг Хауърд, щата Мериленд, Съединените американски щати.
Тя е собственик на шведската група „ЕСАБ“, в чийто състав влиза (2007 - 2012 г.) заводът за електроди в Ихтиман.

## История
Основана е през 1995 г. от братята Стивън и Мичъл Рейлс (Steven, Mitchell Rales) - сред 500-те най-богати хора в света за 2008 г., с агресивната цел да създадат глобална компания, държаща индустриални предприятия. Преди да основат „Колфакс“, двамата братя натрупват капитал чрез спекулации на борсата, търгувайки рискови облигации.
През януари 2012 г. купуват групата „ЕСАБ (заваряване) и Хаудън“ (сгъстен въздух) за 2,4 милиарда долара.
През ноември 2012 г. затварят завода за електроди в Ихтиман. Всички 120 работници са уволнени , машините за производство са изнесени за завода в Будапеща, Унгария, а всички други метални конструкции, мощности и пр. са нарязани за скрап.
За 2012 г. оборотът на компанията е приблизително 3 милиарда долара. Тя има най-ефективния коефициент доход печалба / брой служители сред публичните компании, произвеждащи промишлено оборудване.